# Ascogaster dilatata
Ascogaster dilatata är en stekelart som beskrevs av Charles Thomas Brues 1933. Ascogaster dilatata ingår i släktet Ascogaster och familjen bracksteklar. Inga underarter finns listade.